# صدفا
صدفا نام شهر و شهرستانی در استان اسیوط مصر است. 